# Sitt
Sitt /zɪt/, manchmal auch /sɪt/, ist ein Kunstwort, das als Adjektiv das Gegenteil von durstig (also nicht mehr durstig) bedeuten soll. Die Erfindung von sitt war der größte und bekannteste Versuch, eine vermeintliche Lücke in der deutschen Sprache durch einen Wettbewerb zu schließen. Das Wort wird aber bislang kaum benutzt.

## Wettbewerb von 1999
Da es im Deutschen bislang kein verbreitetes Wort mit dieser Bedeutung gegeben habe, wurde es 1999 von der Dudenredaktion in Zusammenarbeit mit dem Getränkehersteller Lipton im Rahmen eines Wettbewerbs ausgesucht. Es beteiligten sich mehr als 100.000 Personen aus verschiedenen Kontinenten, die 45.000 Vorschläge einreichten. Das Wort sitt selbst schlugen 40 Einsender vor. Der Schüler Jascha Froer aus Ludwigsburg wurde aus diesen 40 sitt-Einsendern gezogen und zum offiziellen Preisträger ernannt.
Das Wort wurde in Anlehnung an satt gewählt, da satt das Gegenteil von hungrig ist. Laut Begründung der Duden-Redaktion wies sitt die Vorteile auf, im Deutschen gut aussprechbar und problemlos flektierbar zu sein sowie keinen Markennamen zu enthalten. Zudem bildet es einen Stabreim mit satt.
Andere Vorschläge nahmen beispielsweise auf Marken Bezug (gecoked, liptoniced), erweiterten bestehende Wörter um andere Bedeutungen (getränkt, soff), importierten in anderer Bedeutung aus anderen Sprachen (thirstbust, cool), verwiesen auf zusammengesetzte (sattgetrunken, antidurstig) oder zusammengezogene (nimedu für „nicht mehr durstig“) Wörter oder wollten etwas Lautmalerisches etablieren (börps, burps, plopp).
Das Wort hat sich bis heute im allgemeinen Sprachgebrauch nicht durchgesetzt und wird auch nicht von gängigen Wörterbüchern aufgeführt. Es wurde in Einzelfällen allerdings verwendet, teilweise jedoch mit dem Hinweis, ein Kunstwort zu sein.
Satt ist als Gegenbegriff zu durstig im Deutschen Wörterbuch der Brüder Grimm zu finden „jemand, der seinen hunger oder durst gestillt hat, gewöhnlich auf ersteren bezogen.“ Auch nach heute üblichem Verständnis eignet sich satt als übergeordneter Gegenbegriff sowohl zum Begriff hungrig als auch zum Begriff durstig.

## Frühere Vorschläge
Der von Duden und Lipton veranstaltete Wettbewerb war bereits der zweite dieser Art, 1993 hatte die Gesellschaft für Deutsche Sprache einen ähnlichen Wettbewerb veranstaltet, die Jury hatte sich aus den 1000 Vorschlägen aber auf keinen einigen können.
1975 gab es bereits in der Welt im Spiegel, einer Beilage der damals erscheinenden Satirezeitschrift pardon, einen erfundenen Herrn Schmöll, der seinen Namen als Begriff für das Gegenteil von durstig hergeben wollte: „Möchten Sie noch etwas zu trinken?“ – „Nein danke, ich bin schmöll“. In dem Kunstwörterbuch Der tiefere Sinn des Labenz (1992) wird dem Ortsnamen Stulln diese Bedeutung zugewiesen.

## Lösung in anderen Sprachen
Die schwedische Sprache kennt das Wort otörstig, das wörtlich übersetzt „undurstig“ bedeutet. Man trinkt sich dort undurstig (dricka sig otörstig) und ist manchmal auch satt und undurstig (mätt och otörstig). Analoge Begriffswörter existieren in den anderen skandinavischen Sprachen – dänisch utørstig, norwegisch utørst, utyrst und isländisch óþyrstur und färöisch ótystur  – sind aber selten und oft unbekannt.
In der Plansprache Esperanto kann malsoifa (undurstig) als Gegensatz zu soifa (durstig) gebildet werden.